# Облака (песня группы «Иванушки International»)
«Облака» — песня, записанная российской группой «Иванушки International» для студийного альбома «Твои письма» (1997).

## История создания
К моменту выхода альбома «Твои письма» стали появляться слухи о том, что Игорь Сорин собирается уходить из группы. Это действительно произошло в марте 1998 года. Таким образом, песня «Облака» стала последней, исполненной Игорем Сориным в составе группы «Иванушки International».
Написание песни заняло два месяца. Автор песни Игорь Матвиенко говорил, что Игорь Сорин «прочёл её блестяще» и что песня находится в его собственном хит-параде.
Солист группы Андрей Григорьев-Апполонов говорил, что «Облака» была не менее популярна, чем основные хиты группы:
…Это потом так вышло, что она стала как бы реквиемом памяти Игоря Сорина. А тогда это была просто офигенная песня, которая нам всем дико нравилась. Я даже хотел её сам петь, об этом всерьёз просил, но в итоге понял и признал, что петь её должен Игорь. Сейчас у нас каждый год проводятся концерты памяти Игоря Сорина, туда приходит его мама, друзья ближайшие, и каждый год именно «Облака» лейтмотивом звучат. Её будто бы написал сам Игорь (хотя это и не так) — настолько она попала в его тогдашнее настроение. Песня писалась долго — месяца два. Нужно было её пропеть, прожить, прочувствовать. И то, как она звучит в записи, это абсолютная заслуга Игоря — он всё сделал для того, чтобы она стала его песней. <…> У нас не было, как у Мадонны, материальной возможности снимать клип на каждую песню альбома. А тогда ящик был очень важен. Это сейчас всё можно в интернете посмотреть, а тогда всё телевизор решал. Если б мы сняли тогда клип на «Облака», она бы стала диким шлягером»

## Реакция критики
В декабре 2011 года журнал «Афиша» включил композицию в свой редакционный список «Самых ярких и запомнившихся русских поп-хитов за последние 20 лет», отмечая, что «…несмотря на массу по-настоящему больших хитов в репертуаре группы, именно эта песня — безусловный шедевр собравшего группу Игоря Матвиенко и одна из лучших поп-песен в истории РФ вообще, подлинный национальный Massive Attack, нежная и тревожная молитва небесам».

## Участники записи
- Игорь Сорин — вокал
- Олег Яковлев — бэк-вокал
- Андрей Григорьев-Апполонов — бэк-вокал
- Кирилл Андреев — бэк-вокал
- Олег Кацура — бэк-вокал
- Игорь Матвиенко — автор, клавишные, продюсер, аранжировщик
- Игорь Полонский — сопродюсер, аранжировщик
- Николай Девлет-Кильдеев — гитара

### Рейтинги и списки
| Издание | Страна | Рейтинг/список                                                        | Год  | Источник |
| ------- | ------ | --------------------------------------------------------------------- | ---- | -------- |
| «Афиша» | Россия | «Самые яркие и запомнившиеся российские поп-хиты за последние 20 лет» | 2011 | [ 1 ]    |

## Кавер-версии
- Солист группы «Корни» Дмитрий Пакуличев исполнил песню «Облака» на 15-летии группы «Иванушки International».
- Солист группы «Иванушки International» Кирилл Туриченко исполнил песню «Облака» на 20-летии группы «Иванушки International».